# 황지나
황지나(黃智那, 1991년 6월 17일 ~ )는 KDB대우증권 소속의 대한민국 여자 탁구 선수이다.
2015년 국가대표 상비군으로 활동했다.